# 極楽寺山
極楽寺山（ごくらくじやま）は、広島県広島市佐伯区と広島県廿日市市に跨る山である。

## 概要
中国山地の西部に位置しており、山域は瀬戸内海国立公園に指定されている。
山頂には真言宗の古刹である極楽寺がある。
境内からは瀬戸内海を一望できるほか、境内は戦時中も伐採されなかったため、モミの自然林が残る。極楽寺本堂は広島県指定重要文化財に指定されている。
山頂付近にはキャンプ場もある。
また、この山の中腹には、第六管区海上保安本部の反射板が設置されている。
広島地方気象台ではこの山の初冠雪の観測が行われており、1981〜2010年の平均では12月11日である。